# Concrete Gardens
Concrete Gardens es un álbum de estudio del guitarrista estadounidense Tony MacAlpine, lanzado el 21 de abril de 2015 por el sello Sun Dog Records.

## Lista de canciones
| N.º | Título                               | Duración |  |
| 1.  | «Exhibitionist Blvd»                 | 4:28     |  |
| 2.  | «The King's Rhapsody»                | 4:45     |  |
| 3.  | «Man in a Metal Cage»                | 4:20     |  |
| 4.  | «Poison Cookies»                     | 5:06     |  |
| 5.  | «Epic»                               | 5:00     |  |
| 6.  | «Napoleon's Puppet»                  | 5:13     |  |
| 7.  | «Sierra Morena»                      | 4:52     |  |
| 8.  | «Square Circles»                     | 5:12     |  |
| 9.  | «Red Giant»                          | 5:10     |  |
| 10. | «Confessions of a Medieval Monument» | 5:43     |  |
| 11. | «Concrete Gardens»                   | 5:03     |  |
| 12. | «Maiden's Wish»                      | 4:19     |  |

## Personal
- Tony MacAlpine – guitarra, teclados
- Jeff Loomis – guitarra
- Aquiles Priester – batería
- Pete Griffin – bajo
- Lucky Islam – bajo
- Sean Delson – bajo